# Calvin Stengs
Calvin Stengs (Nieuw-Vennep, 18 dicembre 1998) è un calciatore olandese, attaccante del Feyenoord.

## Caratteristiche tecniche
È un'ala destra di piede mancino,dotato di una grandissima tecnica e un'ottima velocità che lo rende un giocatore particolarmente pericoloso è in possesso inoltre di un buon senso nel gol e di una buona capacità nel fornire assist. Viene spesso paragonato a Leroy Sané.

## Carriera

### Club

#### AZ Alkmaar
Cresciuto nelle giovanili dell'AZ Alkmaar, fa il suo esordio il 14 dicembre 2016 in un match di Coppa d'Olanda vinto 2-0 contro l'ASWH. Il 5 Marzo 2017 esordisce in Eredivisie nel pareggio per 1-1 contro l'Excelsior.

#### Nizza e Anversa
Dopo aver collezionato in tutto 113 presenze e 24 gol con il club di Alkmaar, il 15 luglio 2021 viene ceduto ai francesi del Nizza con cui firma un contratto quinquennale, realizzando un gol in 32 presenze totali in Ligue 1.
Nell'estate del 2022 viene ceduto in prestito all'Anversa, vincendo il Campionato Belga e la Coppa del Belgio, giocando 31 partite e mettendo a segno 3 gol.

#### Feyenoord
Il 26 luglio 2023 viene ceduto a titolo definitivo al Feyenoord.
Conclude la stagione con 8 gol e 18 assist tra Eredivisie, Champions League e Coppa d'Olanda.

### Nazionale
Il 19 novembre 2019 debutta in nazionale maggiore nel successo per 5-0 contro l'Estonia.
Il 21 novembre 2023 realizza i suoi primi gol per la massima selezione olandese nel successo per 0-6 in casa di Gibilterra, in cui è autore di una tripletta (la prima della sua carriera).

## Statistiche

### Presenze e reti nei club
Statistiche aggiornate al 25 luglio 2025
| Stagione          | Squadra           | Campionato        | Campionato | Campionato | Coppe nazionali | Coppe nazionali | Coppe nazionali | Coppe continentali | Coppe continentali | Coppe continentali | Altre coppe | Altre coppe | Altre coppe | Totale | Totale | Totale |
| Stagione          | Squadra           | Comp              | Pres       | Reti       | Comp            | Pres            | Reti            | Comp               | Pres               | Reti               | Comp        | Pres        | Reti        | Pres   | Reti   |        |
| ----------------- | ----------------- | ----------------- | ---------- | ---------- | --------------- | --------------- | --------------- | ------------------ | ------------------ | ------------------ | ----------- | ----------- | ----------- | ------ | ------ | ------ |
| 2016-2017         | AZ Alkmaar        | ED                | 5          | 2          | CO              | 1               | 0               |                    | -                  | -                  |             | -           | -           | 6      | 2      |        |
| 2017-2018         | AZ Alkmaar        | ED                | 1          | 0          | CO              | 0               | 0               |                    | -                  | -                  |             | -           | -           | 1      | 0      |        |
| 2018-2019         | AZ Alkmaar        | ED                | 21         | 3          | CO              | 4               | 2               |                    | -                  | -                  |             | -           | -           | 25     | 5      |        |
| 2019-2020         | AZ Alkmaar        | ED                | 25         | 5          | CO              | 3               | 0               | UEL                | 14                 | 5                  |             | -           | -           | 42     | 10     |        |
| 2020-2021         | AZ Alkmaar        | ED                | 30         | 7          | CO              | 1               | 0               | UCL+UEL            | 2+6                | 0                  |             | -           | -           | 39     | 7      |        |
| Totale AZ Alkmaar | Totale AZ Alkmaar | Totale AZ Alkmaar | 82         | 17         |                 | 9               | 2               |                    | 22                 | 5                  |             | -           | -           | 113    | 24     |        |
| 2021-2022         | Nizza             | L1                | 24         | 1          | CF              | 2               | 0               |                    | -                  | -                  |             | -           | -           | 26     | 1      |        |
| ago. 2022         | Nizza             | L1                | 4          | 0          | CF              | 0               | 0               | UECL               | 2                  | 0                  |             | -           | -           | 6      | 0      |        |
| Totale Nizza      | Totale Nizza      | Totale Nizza      | 28         | 1          |                 | 2               | 0               |                    | 2                  | 0                  |             | -           | -           | 32     | 1      |        |
| set. 2022-2023    | Anversa           | D1                | 25         | 1          | CB              | 6               | 2               |                    | -                  | -                  |             | -           | -           | 31     | 3      |        |
| 2023-2024         | Feyenoord         | E                 | 29         | 6          | CO              | 5               | 1               | UCL+UEL            | 6+2                | 1+0                | SO          | 1           | 0           | 43     | 8      |        |
| 2024-2025         | Feyenoord         | E                 | 12         | 1          | CO              | 0               | 0               | UCL                | 3                  | 0                  | SO          | 1           | 0           | 16     | 1      |        |
| Totale Feyenoord  | Totale Feyenoord  | Totale Feyenoord  | 41         | 7          |                 | 5               | 1               |                    | 11                 | 1                  |             | 2           | 0           | 59     | 9      |        |
| Totale carriera   | Totale carriera   | Totale carriera   | 176        | 26         |                 | 22              | 5               |                    | 35                 | 6                  |             | 2           | 0           | 235    | 37     |        |

### Cronologia presenze e reti in nazionale
| Cronologia completa delle presenze e delle reti in nazionale ― Paesi Bassi | Cronologia completa delle presenze e delle reti in nazionale ― Paesi Bassi | Cronologia completa delle presenze e delle reti in nazionale ― Paesi Bassi | Cronologia completa delle presenze e delle reti in nazionale ― Paesi Bassi | Cronologia completa delle presenze e delle reti in nazionale ― Paesi Bassi | Cronologia completa delle presenze e delle reti in nazionale ― Paesi Bassi | Cronologia completa delle presenze e delle reti in nazionale ― Paesi Bassi | Cronologia completa delle presenze e delle reti in nazionale ― Paesi Bassi |
| Data                                                                       | Città                                                                      | In casa                                                                    | Risultato                                                                  | Ospiti                                                                     | Competizione                                                               | Reti                                                                       | Note                                                                       |
| -------------------------------------------------------------------------- | -------------------------------------------------------------------------- | -------------------------------------------------------------------------- | -------------------------------------------------------------------------- | -------------------------------------------------------------------------- | -------------------------------------------------------------------------- | -------------------------------------------------------------------------- | -------------------------------------------------------------------------- |
| 19-11-2019                                                                 | Amsterdam                                                                  | Paesi Bassi                                                                | 5 – 0                                                                      | Estonia                                                                    | Qual. Euro 2020                                                            | -                                                                          |                                                                            |
| 7-10-2020                                                                  | Amsterdam                                                                  | Paesi Bassi                                                                | 0 – 1                                                                      | Messico                                                                    | Amichevole                                                                 | -                                                                          |                                                                            |
| 11-11-2020                                                                 | Amsterdam                                                                  | Paesi Bassi                                                                | 1 – 1                                                                      | Spagna                                                                     | Amichevole                                                                 | -                                                                          | 46’                                                                        |
| 15-11-2020                                                                 | Amsterdam                                                                  | Paesi Bassi                                                                | 3 – 1                                                                      | Bosnia ed Erzegovina                                                       | UEFA Nations League 2020-2021 - 1º turno                                   | -                                                                          | 89’                                                                        |
| 18-11-2020                                                                 | Chorzów                                                                    | Polonia                                                                    | 1 – 2                                                                      | Paesi Bassi                                                                | UEFA Nations League 2020-2021 - 1º turno                                   | -                                                                          | 70’                                                                        |
| 27-3-2021                                                                  | Amsterdam                                                                  | Paesi Bassi                                                                | 2 – 0                                                                      | Lettonia                                                                   | Qual. Mondiali 2022                                                        | -                                                                          | 84’                                                                        |
| 30-3-2021                                                                  | Gibilterra                                                                 | Gibilterra                                                                 | 0 – 7                                                                      | Paesi Bassi                                                                | Qual. Mondiali 2022                                                        | -                                                                          | 81’                                                                        |
| 21-11-2023                                                                 | Faro                                                                       | Gibilterra                                                                 | 0 – 6                                                                      | Paesi Bassi                                                                | Qual. Euro 2024                                                            | 3                                                                          |                                                                            |
| Totale                                                                     |                                                                            | Presenze                                                                   | 8                                                                          |                                                                            | Reti                                                                       | 3                                                                          |                                                                            |

## Palmarès

### Club

#### Competizioni nazionali
- Coppa del Belgio: 1

Anversa: 2022-2023
- Campionato belga: 1

Anversa: 2022-2023
- Coppa dei Paesi Bassi: 1

Feyenoord: 2023-2024
- Supercoppa dei Paesi Bassi: 1

Feyenoord: 2024